# Batalla de Rancagua
Es coneix com Batalla o Desastre de Rancagua a l'últim dels enfrontaments de l'anomenada Pàtria Vella, que hi van haver els dies 1 i 2 d'octubre del 1814 a la ciutat de Rancagua, Xile; Un poderós exèrcit reialista de cinc mil soldats va destruir la resistència patriota, va anul·lar temporalment la independència de Xile i va significar la fi de la Pàtria Vella, donant inici a la reconquesta espanyola.
La caiguda de Rancagua marca el fracàs dels primers projectes per la Independència de Xile. El general Bernardo O'Higgins, sota el comandament de José Miguel Carrera, en aquell temps president de la Junta Provisional de Govern, va ser assetjat a la plaça de la ciutat per les tropes reialistes, al comandament del brigadier Mariano Osorio, aconseguint resistir durant dos dies, fins que amb els pocs homes de la seva divisió que van sobreviure, va poder trencar el setge i fugir a les Províncies Unides del Riu de la Plata. Durant el fragor de la batalla, Bernardo O'Higgins va arengar novament a les tropes amb la frase que havia encunyat mesos abans a la batalla del Roble: O viure amb honor o morir amb glòria.

## Antecedents generals
A mitjans del 1814 el virrei del Perú, José Fernando d'Abascal, desconeixent el Tractat de Lircay del 3 de maig del 1814 amb el llavors cap del govern Francisco de Lastra (enderrocat per Carrera al 23 de juliol), va ordenar una nova expedició militar a Xile, per tal de reconquerir el país per la corona espanyola. Aquesta expedició -al comandament del General Mariano Osorio- va arribar a Xile a finals d'agost i, en una reedició del pla del general Gabino Gaínza va decidir atacar ràpida i directament Santiago de Xile amb la finalitat d'esclafar les idees independentistes.
Mentrestant, les forces xilenes es trobaven disminuïdes i dividides. Després de la signatura de l'acord en Lircay, molts regiments havien estat desmantellats i els milicians havien retornat a les seves llars.
Encara més, la política interior va derivar en una lluita de famílies i en el cop militar de José Miguel Carrera i el qüestionat prevere Julián Uribe al juliol de 1814, l'exèrcit es trobava dividit entre les forces que seguien a la dictadura militar, sota el comandament de Luis Carrera, germà de José Miguel, i les que buscaven la restauració del govern civil, al comandament de Bernardo O'Higgins. El país es trobava a la vora de la guerra civil, atès que els exèrcits s'enfrontaven prop de Santiago, i els primers cops ja havien tingut lloc (Combat de les Tres Séquies). Fins i tot O'Higgins va intentar enderrocar Carrera el 26 d'agost del 1814 a la planura de Maipo.
Quan els xilens es van adonar de l'avanç de les tropes monàrquiques del Virregnat del Perú, les forces d'Osorio es trobaven ja a l'altura de San Fernando. O'Higgins es va sotmetre al comandament de Carrera.

## Consideracions estratègiques
El pla d'Osorio buscava aconseguir la sorpresa estratègica, per tal de prendre Santiago ràpidament o forçar a les desprevingudes forces xilenes a donar batalla en condicions desfavorables; en tots dos casos preveia victòria amb relativa facilitat. La seva intervenció va aconseguir simpaties cap al virregnat per part de la gent que estava en contra de Carrera, i de gent que havia patit abusos de l'exèrcit patriota.
Al costat xilè la intenció era guanyar temps, per tal de reformar els regiments desbandats sense perdre Santiago i el centre del país; ja que tal pèrdua significaria la impossibilitat de reformar tals regiments.
Així doncs, i aconseguida aquesta sorpresa, Osorio buscava ja fos avançar cap a Santiago o donar una «batalla decisiva», en ambdós casos, el més ràpid possible. Els xilens necessitaven aturar o ben bé disminuir aquest avanç, per tal que el govern a Santiago tingués el temps necessari per a organitzar la defensa. Això es podia aconseguir ja fos trobant una plaça forta que es pogués defensar a mitjà o llarg termini o donant una sèrie de batalles defensives mentre es replegaven cap a Santiago, al mateix temps conservant forces.
Els Germans Carrera (Xile) eren partidaris de defensar Angostura de Paine, lloc que en teoria era més favorable per a posicions defensives però que estava més a prop de Santiago, mentre que O'Higgins era partidari d'obstaculitzar l'avanç espanyol començant pel Riu Cachapoal, immediatament al sud de Rancagua. Llocs menys defensables, però que guanyarien temps i preservarien territori.
Els Carrera i O'Higgins van arribar a un acord general, més o menys el 8 de setembre; José Miguel Carrera romandria a Santiago, disposant la defensa i a càrrec de l'organització general mentre les tropes d'O'Higgins i Juan José Carrera, l'altre germà de José Miguel (1a i 2a divisió respectivament) tractarien de contenir a Osorio al sud del riu, retirant-se si no es podia primer a Rancagua i després a Angostura, amb el suport si fos necessari de les forces al comandament de Luis Carrera (tercera divisió). El capità Ramón Freire va creuar el Cachapoal amb la finalitat de reconèixer i fustigar en la mesura del possible les forces monàrquiques. Addicionalment, José Miguel va ordenar retirar tot el bestiar al nord de Rancagua i despoblar en la mesura del possible la regió al sud del riu. Els preparatius per fortificar Angostura van començar, sota les ordres de Luis Carrera, al voltant del 13 de setembre.
Els xilens van aconseguir contenir l'avanç d'Osorio al sud del Cachapoal la resta de setembre, més que res per la seva presència a la regió que hi ha entre Angostura i Rancagua, però amb escasses escaramusses entre les tropes.

## Antecedents immediats
O'Higgins va entrar a Rancagua al voltant del 24 de setembre. Alhora Osorio va avançar el seu quarter general al Olivar, al voltant de deu quilòmetres al sud d'aquesta ciutat, i va començar els seus preparatius per creuar el Cachapoal.
En aquests moments, d'acord amb el diari militar de José Miguel Carrera, ell considerava que les forces del general Osorio ascendien a dos mil nou-centes soldats. O'Higgins, per la seva banda, les calculava sobre els tres mil. Segons testimoni del general reialista Antonio Quintanilla la força total al front de batalla era d'aproximadament dos mil cinc-cents soldats. Fonts xilenes posteriors les consideren entre quatre mil mal organitzades i cinc mil; però la majoria eren a la rereguarda. De tota la força reialista només sis-cents eren soldats i oficials peninsulars, ja que la majoria dels soldats eren reclutes Valdivians i Chilotes.
- La 1a divisió eren 800 del batalló Voluntaris de Castro i 600 del de Concepció, 1.400 efectius;
- La 2a 500 del batalló de Chiloé i 550 de l'Auxiliar de Chiloé, 1.050 places;
- La 3a 550 peninsulars del batalló Talaveras, 200 del Real de Lima i 150 hússars, 900 combatents.
- La Vanguarda reialista eren tres-cents cinquanta milicians muntats, cinc-cents dos infants del batalló Valdivia i sis-cents del Chillán, mil quatre-cents cinquanta-dos homes en total;

Sumaven 4.352 infants, 500 genets i 120 infants amb 18 canons, que sumaven 4.972 homes.
Carrera, en el seu Diari, diu que la 1ª divisió reialista tenia 600 fusellers, 100 genets i 7 a 8 canons; 2a, 1.700 fusellers; i 3a, 600 fusellers i 6 peces d'artilleria, en total 2.900 homes.
D'acord amb els documents de la Memòria històrica de Diego José Benavente:
- La 1a divisió patriota (al comandament de Bernardo O'Higgins) estava formada per 647 infants, 280 dracs o fusellers muntats, 144 milicians armats amb llances a cavall i 84 artillers, 1.155 places en total;
- La 2a divisió (Juan José Carrera) 625 infants, 1.153 milicians muntats de l'Aconcagua i 84 artillers amb 5 canons, 1.861 en total;
- La 3a divisió (Luis Carrera) 195 infants, 83 fusellers muntats, 607 milicians a cavall i 30 artillers amb 4 canons, 915 en total.

El marge d'error seria de cent o dos-cents homes més o menys. Les correccions del Diari de Carrera diuen que
- La 2a divisió tenia 2.001 soldats, 96 fusells, 1.370, 5 canons i 12 quintars de pólvora
- a 3a 966[19] 50 fusells, 200 canons, entre 4 i 30 quintars de pólvora
- La 1a incloïa 71 oficials, 200 fusells, 6 canons i 20 quintars de pólvora.[20]

Tot just 2.230 homes dels 3.931 patriotes tenien veritable valor militar. Les forces de milícia mobilitzades fins al setembre sumaven 34 oficials, 1.272 tropes amb instrucció i 800 sense ella, un total de 2.106 efectius. La meitat de Santiago, la resta de Melipilla, Valparaíso i el Aconcagua.
Cap a finals de setembre, la segona divisió es trobava sobre el riu en «les xacres de don Diego Valenzuela». Tot i que el diari no ho diu, altres autors indiquen que a aquesta divisió corresponia protegir els guals cap al ponent de Rancagua, els quals es preveia que Osorio intentaria usar si és que no provava de creuar al capdavant de Rancagua. Les forces al comandament de Luis Carrera (3a divisió) es trobaven a San Francisco de Mostazal, immediatament al sud de l'Angostura, protegint i fortificant aquest lloc i en preparació per a donar suport a la 1a i 2a divisió si era necessari.
Les forces reialistes van travessar el riu el 30 de setembre del 1814 a prop de la Punta de Cortés, gairebé davant de Lo Miranda, i sense majors problemes. José Miguel Carrera -al seu diari- responsabilitza de la situació a la manca de vigilància de l'oficial que, amb vint homes, estava a càrrec d'aquest lloc. No obstant això, no és clar el perquè només vint homes tenien cura del que es considerava el guals més fàcil i el que possiblement Osorio intentaria utilitzar. Perduda per la 2a divisió l'oportunitat d'atacar a les forces monàrquiques en un moment de debilitat, O'Higgins va sortir a intentar barrar-los el pas, però no ho va poder fer i es va acantonar a Rancagua, on, d'acord amb el pla, es donaria batalla «si les condicions eren favorables».
Aquell mateix dia 30 de setembre José Miguel Carrera va prendre el comandament directe de la 3a divisió (deixant a Luis en control d'Angostura, per tal de prevenir una possible presa pels reialistes) i va avançar les seves tropes fins Graneros, més o menys a mig camí entre Rancagua i Angostura.
Aquella tarda es van acabar els preparatius del sistema defensiu que O'Higgins havia organitzat a Rancagua: La comandància a la casa cantonada del solar de les Oliveres. La tropa va ocupar els llocs del Cabildo i els contigus al lloc en què hi havia el Mercat. Es va establir un hospital militar al Convent de la Mercè (Rancagua). A més va bloquejar els quatre carrers que donaven accés a la mateixa plaça amb canons atrinxerats, enfortint així una àrea una mica més gran que les quatre illes centrals, però posant llocs d'avançada i guaites a les entrades a la mateixa ciutat.
La situació presentava una oportunitat i un problema a Osorio, que estava al corrent de la disposició de les forces xilenes gràcies a l'ajuda i informació donada pels monàrquics tant a Rancagua com als voltants. Podia tractar de prendre avantatge de la divisió física de les forces patriotes i aconseguir la seva batalla decisiva, atacant al flanc dret de Carrera abans que aquest s'atrinxerarés a Angostura de Paine. Però si seguia aquest curs, arriscava tenir les seves línies de comunicació i possible retirada tallades (a més d'un possible atac per l'esquena) per O'Higgins. Podia atacar a O'Higgins, esperant una victòria fàcil i ràpida, però si la batalla es perllongava, atès que O'Higgins estava preparat, arriscava un atac per l'esquena per les forces de Carrera. Si no atacava, donava temps per a la reorganització de l'exèrcit xilè.
Osorio semblava haver estat un general si no brillant, almenys competent. Així, es va decidir per un atac ràpid buscant una victòria igualment ràpida contra O'Higgins.

## Forces enfrontades
| Comandant en Cap - General Mariano Osorio Unitats - Avantguarda (coronel Ildefonso Elorreaga) - Llancers de Los Ángeles (Ibíd.) - Carrabiners de Abascal (crl. Antonio Quintanilla) - Batalló Fixe de Valdivia (crl. José Nepomuceno Carvallo) - Batalló Cívic de Chillán (tcl. Clemente Lantaño) - 1 Companyia d'Artilleria (4 peces) - I Divisió (coronel José Rodríguez Ballesteros) - Batalló de Voluntaris de Castro (Ibíd.) - Batalló Fixe de Concepció (tcl. José Vildopola) - 1 Companyia d'Artilleria (4 peces) - II Divisió (coronel Manuel Montoya) - Batalló Veterà de Chiloé (Ibíd.) - Batalló Auxiliars de Chiloé (tcl. Ramón Jiménez) - 1 Companyia d'Artilleria (4 peces) - III Divisió (coronel Rafael Maroto) - Batalló de Talavera de la Reina (Ibíd.) - Hússars de la Concòrdia (tcl. Manuel Barañao) - 2 Companyies del Regiment Real de Lima - 1 Companyia d'Artilleria (6 peces) |

| Comandant en Cap - General Bernardo O'Higgins Unitats - (Fusió de la I i II Divisió) - Dracs de Concepción (crl. Pedro Andrés del Alcázar) - Esquadró de Milícies de Rancagua (crl. José María Portus) - Batalló Infanteria Nº1 (bgr. Juan José Carrera) - Batalló Infanteria Nº2 (crl. Francisco Calderón) - Batalló Infanteria Nº3 (crl. Francisco Elizalde) - Regiment de Milícies de Rancagua (crl. Bernardo Cuevas) - 1 Companyia d'Artilleria (6 peces) (cap. Antonio Millán) |

## Desenvolupament de la batalla
De bon matí del 1r d'octubre, l'exèrcit reialista, va començar l'atac des de l'Avinguda Millan de la ciutat de Rancagua. Esperant potser que els xilens escaparien als primers trets amb el menyspreu que molts dels oficials nouvinguts a Amèrica solien mostrar cap als seus oponents, Rafael Maroto va manar a les seves tropes atacar les fortificacions de l'enemic sense molestar-se a enviar avançades ni guerrilles. El resultat va ser que «els Talaveras» (tropes expedicionàries arribades a Callao en 1813), van ser cosits a trets per les descàrregues i van haver de retirar-se.
| «                                                 | Una divisió, formada pel batalló de Talavera, el Reial de Lima i els hússars de la Concòrdia, va atacar en columna tancada al comandament de Maroto, cap del primer d'aquests cossos, pel carrer de San Francisco ... els patriotes els van deixar avançar; I quan es van aproximar fins a cent cinquanta vares, van disparar els seus canons carregats amb metralla. Els efectes van ser terribles. En vista d'aquest daltabaix, es va donar la al comandant dels hússars don Manuel Barañao, que s'apoderés de la trinxera amb sabre en mà i tercerola a l'esquena, però la seva intrepidesa no va aconseguir res. La metralla va malmetre als seus soldats; I per salvar la resta va tenir, que refugiar-se en un carrer travessat | » |
| — Memòria Sobre les Primeres Campanyes, Benavente | |   |

.
Després d'aquest primer intent fallit de prendre la plaça, Osorio va decidir bombardejar les trinxeres i assaltar els quatre costats simultàniament. No obstant això els patriotes van resistir fins al vespre, tot i que ja sense aigua doncs els reialistes van tallar la séquia que abocava aigua a la ciutat. Això els va desproveir de l'ús regular dels seus canons, ja que s'usava aigua per refredar-los entre els trets. No obstant això, la foscor no va acabar amb la lluita, la qual va continuar sense parar durant trenta-sis hores seguides.
En caure aquella tarda, Osorio va decidir incendiar les cases del centre i obrir-se pas a través dels seus murs. A la llum d'aquests incendis el combat va continuar, moltes vegades mà a mà i casa per casa.
Aquella nit O'Higgins va enviar un missatge a José Miguel Carrera: «Si arriben municions i carrega a la 3a divisió, tot estarà fet». La resposta de José Miguel va ser: «Municions no poden anar sinó en la punta de les baionetes. Demà a l'alba aquesta divisió farà sacrificis. Xile, per salvar-se, necessita un moment de resolució».
El dia 2 d'octubre la batalla va continuar feroçment. En el moment més dur de la lluita, el polvorí dels patriotes va explotar. Així i tot, la resistència continuava, a l'espera de l'atac de les forces de Carrera.
Sent aquesta la situació, es van albirar patrulles de les forces al comandament de José Miguel Carrera. Temorós de trobar-se entre dos focs, Osorio va donar l'ordre de retirada. No obstant això, l'atac de Carrera no es va concretar, l'ordre va ser rescindida i l'atac va recomençar.
Mai ha estat satisfactòriament explicat el perquè José Miguel Carrera no va atacar. És possible que ell va entendre malament la situació i estava a l'espera del replegament d'O'Higgins cap a Angostura. Donada la ben coneguda i entenedora animositat, a més de la manca de comunicació (tota la coordinació s'havia efectuat a través de cartes) entre els generals, això era òbviament possible. José Miguel Carrera explicava en el seu diari militar que el seu avanç va ser per donar suport a una retirada (d'acord amb el pla anterior al començament de la batalla) i que en arribar a l'altura de l'actual Albereda ell va creure que la plaça havia caigut, ja que el soroll de la batalla cessar.
En qualsevol cas, la situació de les forces patriotes a Rancagua, amb nombroses baixes i desproveïts de municions, es va fer desesperada. En un últim intent per salvar els supervivents, al voltant de les quatre de la tarda, O'Higgins i els seus soldats es van llançar a la càrrega obrint-se pas a través de les línies enemigues.
| «                                                  | Els que havien quedat dins de la plaça, van continuar resistint. Mereixen un especial record els oficials Ovalle i Yañez; el primer va sostenir la bandera en el moment més fort de la baralla fins que va ser ferit; El segon el va substituir en el seu lloc i va morir defensant l'ensenya de Xile. Altres valents com el capità don José Ignacio Ibieta, amb les dues cames trencades, ficat de genolls i amb sabre en mà, va barrar el pas d'una trinxera, fins que va caure sota innombrables cops, tot i que el mateix Ossorio havia manat perdonar-li la vida. | » |
| — Memòria Sobre les Primeres Campanyes, Benavente. | |   |

Dels nou-cents que van començar la batalla, només al voltant de dos-cents, molts d'ells ferits, inclòs O'Higgins, van aconseguir escapar (fugint cap al Riu de la Plata sota la protecció del general José San Martín), deixant a la mercè dels reialistes els ferits que no podien moure's i les dones i veïns que havien arribat a ajudar-los (no obstant, segons alguns autors, uns tres mil xilens (inclosos dones i nens) van fugir cap a Mendoza). Segons el comunicat militar d'Osorio, les forces monàrquiques van sofrir cent onze morts i cent tretze ferits. Els xilens van deixar un total de 402 morts i 292 ferits els quals van ser assassinats. Els espanyols van indicar que també hi va haver presoners la qual cosa desmenteixen els historiadors xilens indicant que només van haver-hi 200 supervivents.
Afortunadament per O'Higgins i els que van escapar, la ferocitat del combat havia esgotat als reialistes, que no els van perseguir. No obstant això, van bolcar la seva ràbia contra els presoners. Va començar així la política del terror que Osorio havia promès als que s'atrevissin a resistir.
Les nou banderes capturades per l'exèrcit reialista van ser enviades a Lima i exhibides a l'església de Santo Domingo el 9 de novembre

## Conseqüències

### Nivell local
La derrota d'O'Higgins, va deixar la ciutat literalment destruïda pels soldats del Virregnat del Perú. Els patriotes que vivien als voltants van fugir, i les seves cases, després de ser saquejades pels soldats i els veïns monàrquics, van ser presa del foc i van cremar durant varis dies. El mateix va passar als solars del centre, així que els espanyols que els ocupaven, van haver de refugiar-se als ranxos abandonats abans del lloc pels criolls que vivien als afores de la ciutat.
Osorio va establir un tribunal militar per jutjar els patriotes deixant clar que la finalitat era reabastir les seves tropes. Això es va fer en part a través de la requisició dels béns de la gent que es va considerar sospitosa de no ser monàrquica i en part simplement autoritzant als soldats a prendre el que necessitessin o volguessin. Aquests soldats, creien que a Amèrica tots podien fer-se rics simplement prenent a la força l'or dels que vivien allí. Moltes vegades l'exigien fins i tot dels monàrquics i espanyols de la vila (al capdavall, els patriotes que van poder van escapar). No s'interessaven en controlar els excessos i el tribunal mateix va emparar els abusos. Aviat fins i tot els monàrquics més ardents van començar a reconsiderar les seves simpaties.

### Nivell nacional
La derrota dels patriotes en aquesta batalla va produir la fi de la Pàtria Vella, la fugida dels líders emancipadors a l'Argentina i el començament del període històric de l'anomenada Reconquesta. Els Carrera van patir també molt desprestigi degut tant a la seva inacció durant la batalla com posteriorment, a que els plans per a la defensa tant d'Angostura com de Santiago van ser abandonats.

## Commemoració
Cada any es commemora a la ciutat de Rancagua aquesta batalla tan important en la història nacional, mitjançant una desfilada que es realitza en l'Estadi El Teniente. Precisament va ser en el marc d'aquesta commemoració quan, el llavors president de França, Charles De Gaulle, va visitar la ciutat de Rancagua, i va presenciar al costat del president xilè de l'època, Jorge Alessandri, la desfilada del 2 d'octubre de 1964, quan es commemorava el 250è aniversari d'aquesta batalla.